# كيفن شارب (مؤرخ)
كيفن شارب (بالإنجليزية: Kevin Sharpe)‏ هو مؤرخ بريطاني، ولد في 26 يناير 1949 في روتشستر في المملكة المتحدة، وتوفي في 5 نوفمبر 2011.